# فولفغانغ كيلينغ
فولفغانغ كيلينغ (بالألمانية: Wolfgang Kieling)‏ (و. 1924 – 1985 م) هو ممثل دبلجة، وممثل أفلام، وممثل مسرحي، وممثل تلفزي، ومؤدي أصوات ألماني، توفي في هامبورغ، عن عمر يناهز 61 عاماً، بسبب سرطان.

## جوائز
حصل على جوائز منها:

جائزة الفيلم الألماني ‏

## وصلات خارجية
- فولفغانغ كيلينغ على موقع IMDb (الإنجليزية)
- فولفغانغ كيلينغ على موقع مونزينجر (الألمانية)
- فولفغانغ كيلينغ على موقع ألو سيني (الفرنسية)
- فولفغانغ كيلينغ على موقع ميوزك برينز (الإنجليزية)
- فولفغانغ كيلينغ على موقع أول موفي (الإنجليزية)
- فولفغانغ كيلينغ على موقع قاعدة بيانات الأفلام السويدية (السويدية)
- فولفغانغ كيلينغ على موقع ديسكوغز (الإنجليزية)
- فولفغانغ كيلينغ على موقع قاعدة بيانات الفيلم (الإنجليزية)
- فولفغانغ كيلينغ على موقع كينوبويسك (الروسية)